# III. Dagobert frank király
III. Dagobert (699 – 715. december 31.) frank király 711-től.
III. Childebert fia, Neusztria árnyékkirályaként, Herstali Pipin gyámkodása alatt uralkodott. II. Chilperich követte a trónon.